# ولادیمیر کسادا
ولادیمیر کسادا (اسپانیایی: Vladimir Quesada‎؛ زادهٔ ۱۲ مهٔ ۱۹۶۶) بازیکن و مربی فوتبال اهل کاستاریکا بود.
از باشگاه‌هایی که در آن بازی کرده‌است می‌توان به باشگاه فوتبال دپورتیوو ساپریسا اشاره کرد.
وی همچنین در تیم ملی فوتبال کاستاریکا بازی کرده‌است.